# Алманчиковське сільське поселення
Алманчи́ковське сільське поселення (рос. Алманчиковское сельское поселение) — муніципальне утворення у складі Батиревського району Чувашії, Росія. Адміністративний центр та єдиний населений пункт — село Алманчиково.

## Населення
Населення — 773 особи (2019, 951 у 2010, 1025 у 2002).